# Kualin (plaats)
Kualin is een bestuurslaag in het regentschap Timor Tengah Selatan van de provincie Oost-Nusa Tenggara, Indonesië. Kualin telt 2344 inwoners (volkstelling 2010).